# Kuźnik (województwo lubuskie)
Kuźnik (niem. Kupfermühle) – wieś w Polsce, położona w województwie lubuskim, w powiecie międzyrzeckim, w gminie Międzyrzecz, nad Paklicą, na południowy wschód od Międzyrzecza.
| SIMC    | Nazwa                   | Rodzaj     |
| ------- | ----------------------- | ---------- |
| 1064670 | Międzyrzecz-Wybudowanie | osada      |
| 0184129 | Skoki                   | przysiółek |

W latach 1975–1998 wieś administracyjnie należała do województwa gorzowskiego.